# Měrunice (tvrz)
Měrunice jsou částečně dochovaná tvrz ve stejnojmenné obci v okrese Teplice. Její zbytky se zachovaly ve zdech budovy na jihozápadní straně hospodářského dvora, který stojí nad rybníkem na okraji vesnice.

## Historie
Měrunická tvrz se poprvé připomíná v roce 1548, kdy jednu ze tří částí vesnice koupil Kryštof z Lobkovic. Později se vesnice stala součástí libčeveského panství a roku 1664 se uvádí, že byla používaná jako sýpka. Na přelomu sedmnáctého a osmnáctého století byla budova tvrze upravena na sklad a chladírnu mléka a v jejím okolí vznikly budovy dochovaného hospodářského dvora.

## Stavební podoba
Zdivo tvrze se dochovalo v budově na jihozápadní straně dvora. Tvrz byla postavena z lomového kamene a měla nároží zpevněná tesanými kvádry. Ve sklepení a v přízemí se dochovaly lunetové klenby, ale půdorys místností změnily vestavby barokních příček. V jedné ze tří sklepních místností je kamenná nádrž na chlazení mléka. Ostění oken jsou také barokní. Úpravy ve třicátých letech dvacátého století změnily půdorys prvního patra.